# Yagan

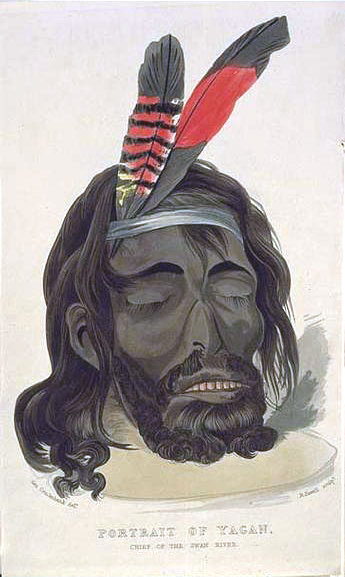
Retrato de Yagan, por George Cruikshank.
Este retrato fue pintado según observaciones de la cabeza lastimada de Yagán, la cual se había achicado con la exhumación. De acuerdo con George Fletcher Moore, tiene poca semblanza con la cara viviente de Yagan.

Yagan (ˈjæɪ gən) (1795 – 11 de julio de 1833) fue un guerrero noongar que desempeñó un importante papel en la oposición aborigen australiana a los asentamientos europeos, que gobernó en el área de Perth, Australia Occidental. Después de comandar una serie de ataques en los que los colonizadores blancos fueron asesinados, se ofreció una recompensa por su captura «vivo o muerto», y fue herido de muerte por un joven colonizador. La muerte de Yagan se ha convertido en el folclore australiano en un símbolo del trato injusto y a veces brutal hacia los aborígenes de Australia por parte de los colonizadores ingleses. 
La cabeza de Yagan fue cortada y llevada a Londres, donde se exhibió como «curiosidad antropológica». Pasó alrededor de un siglo en la bodega de un museo antes de ser enterrada en una tumba sin marcar en 1964. En 1993 se localizó su ubicación y cuatro años después fue exhumada y llevada de vuelta a Australia. Desde entonces el conflicto de cuál sería su entierro apropiado fue causa de gran controversia y de apremio entre los aborígenes del área de Perth. Finalmente lo enterraron en julio de 2010, en una tradicional ceremonia noongar en Swan Valley, Australia Occidental, 177 años después de su muerte.

### Estatua de Yagan

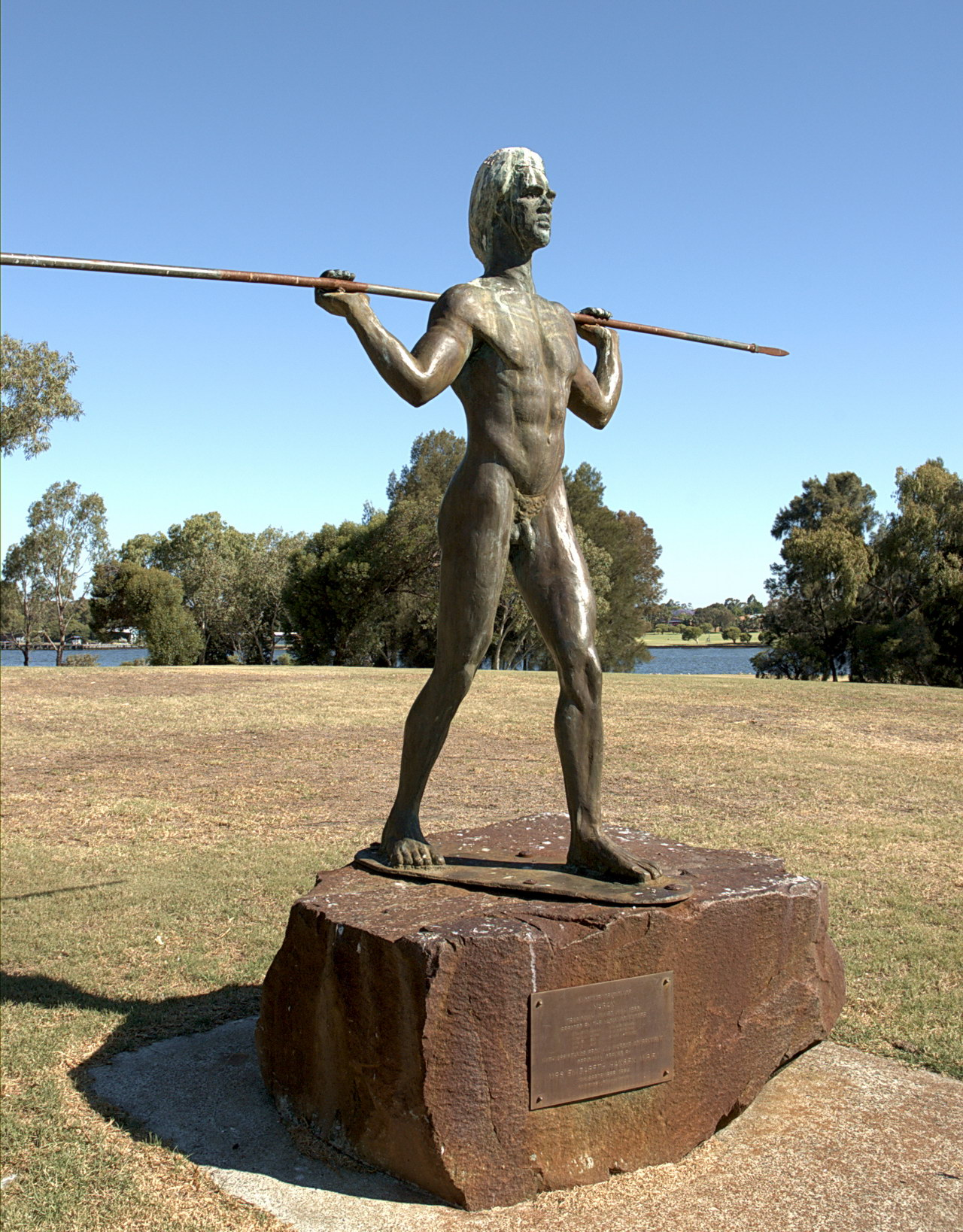
Estatua de Yagan, Isla Heirisson.

## La vida de Yagan

### Primeros años
Yagan perteneció a una tribu de unas sesenta personas cuyo nombre, según Robert Lyon, era Beeliar. La información de Lyon no es enteramente confiable. De cualquier forma, ahora se piensa que los beeliar pueden haber sido un subgrupo familiar de otra tribu mayor que Daisy Bates denomina beelgar. Según Lyon, los beeliar ocupaban la tierra al sur de los ríos Swan y Canning, llegando en dirección sur hasta la bahía Mangles. Es evidente que el grupo acostumbraba usar o tener derecho sobre un área mucho más grande que esta, extendiéndose hacia el norte por el lago Monger y hacia el noroeste por el río Helena. El grupo también tenía un inusual grado de libertad para poder moverse a la tierra de sus vecinos, posiblemente a costa de amabilidad y de intercambios matrimoniales.
Se cree que Yagan nació aproximadamente en el año 1795. Su padre fue Midgegooroo, uno de los más viejos de los beeliar; su madre fue una de las dos esposas de Midegooroo. Yagan fue posiblemente un ballaroke, según la clasificación Noongar. Según Green, tuvo una esposa y dos hijos, pero otras fuentes establecen que no estaba casado y no tenía hijos. Se le describe como más alto que el promedio y corpulento. Tenía un tatuaje distintivo de su tribu en el hombro derecho que lo identificaba como «hombre de nivel elevado en la ley de la tribu». Era conocido como el más fuerte de su tribu.
Los documentos contemporáneos a veces escriben el nombre de Yagan como Egan o Eagan, lo que sugiere que su pronunciación correcta podría estar más cercana a   /'iː gən/ que a la más aceptada /'jæɪ gən/.

### Relación con los invasores
Yagan tendría posiblemente unos 35 años en 1829, cuando los invasores británicos llegaron a la zona y establecieron la colonia del río Swan. Durante los primeros dos años la relación entre los invasores y los noongars fue en general amistosa porque había poca competencia por los recursos, y los noongar les dieron la bienvenida a los invasores blancos como djanga, los espíritus reencarnados de los noongar muertos. Conforme pasó el tiempo, los conflictos entre las dos culturas fueron cada vez más frecuentes. Los invasores creían que los noongar eran nómadas que no mantenían la tierra sobre la que vagaban y así fue que se consideraron libres de cercar la tierra para comenzar con su agricultura. Cuanta más tierra era cercada, más impedimentos encontraban los noongar para tener acceso a sus tradicionales territorios de caza y a sus lugares sagrados, así que para 1832 el grupo de la familia de Yagan estaba imposibilitado de acercarse a los ríos Swan o Canning sin ponerse en peligro, porque la tierra permitida era retenida por los invasores blancos. Los noongar respondieron a la pérdida de sus lugares para la caza y recolección tomando los cultivos y esparciendo el ganado.
También se aficionaron a la comida de los invasores y su constante apropiación de harina y de otras provisiones se convirtió en un serio problema para los invasores ingleses. Otra causa de conflicto fueron los incendios agrícolas, incendios de arbustos para alentar la germinación del subsuelo que ponía en peligro los cultivos y las casas de los invasores. 
La primera resistencia aborigen importante contra los asentamientos de blancos en el occidente de Australia fue en diciembre de 1831 después de que Thomas Smedley, un sirviente del granjero Archibald Butle, emboscara a algunos nativos que estaban ocupando y tomando una porción de patatas e hirió de muerte a un miembro de la familia de Yagan. Pocos días después, Yagan, Midgegooroo y otros fueron a la casa de la granja y al encontrar la puerta cerrada, comenzaron a romper y atravesar las paredes de ladrillos de lodo. Dentro estaba otro de los sirvientes de Butler, Erin Entwhistle y sus dos hijos Enion y Ralph, Después de ocultar a sus hijos debajo de la cama, Entwhistel abrió la puerta para hablar con ellos y fue instantáneamente asesinado con una lanza por Yagan y Midgegooroo. Las leyes de los Noongar dictaban que los asesinatos debían ser vengados con la muerte de un miembro de la tribu del asesino, sin que fuera este necesariamente el asesino. El hecho de que hayan herido a Entwhistle puede entonces ser entendido como una retribución bajo las leyes de la tribu ya que los Noongar deben haber pensado que el que cuidaba la caza era parte de la familia del señor Butler. Pero los invasores ingleses lo vieron como un acto de asesinato sin ninguna provocación de un hombre inocente. 
En junio de 1832 Yagan guio a un grupo de aborígenes y atacaron a dos trabajadores que estaban  sembrando un campo de trigo junto al río Canning cerca de Kelmscott. Uno de los hombres escapo, pero el otro, William Gaze, fue herido y después murió, posiblemente a causa de una infección en la herida. A causa de esto Yagan fue declarado como un bandido y se impuso una recompensa de £20 para su captura, Yagan pudo evitar que lo capturaran hasta octubre del año 1832 cuando un grupo de pescadores atrajeron a  Yagan y a dos de sus amigos al interior de su bote y después los lanzaron al agua en una zona profunda. Los tres Noongar fueron inicialmente llevados a la prisión de Perth para ser transferidos después a la Casa Redonda (Round House) en Fremantle. Yagan fue sentenciado a muerte pero fue salvado por la intervención de un invasor llamado Robert Lyon quien argumentó que Yagan estaba defendiendo su tierra de la invasión y que por lo tanto no era un criminal si no un prisionero de guerra, y exigió que se le tratara como tal. Como recomendación de John Septimus Roe, Yagan y sus amigos fueron exiliados en la Isla Carnac para placer del Gobernador bajo la supervisión de Lyon y de dos soldados.
Lyon estaba convencido de que podía civilizar a Yagan y convertirlo al Cristianismo y esperaba poder usar su conocimiento de tribus para obtener la aceptación de la autoridad invasora blanca por parte de los Noongar. Para lograrlo Lyon tuvo que pasar muchas horas con Yagan aprendiendo su lenguaje y sus costumbres, pero sus esfuerzos tuvieron que detenerse poco después, cuando después de un mes Yagan y sus compañeros escaparon robando un bote que estaba sin vigilancia. 
No hubo ningún intento para recapturarlos; aparentemente el Gobierno pensó que ya habían sido suficientemente castigados. 
En enero de 1833 los dos Noongar, Gyallipert y Manyat visitaron Perth del Rey George Sound, donde las relaciones entre los invasores y los nativos eran amigables. Dos invasores, Richard Dale y George Smythe arreglaron que los hombres conocieran a algunos Noongar locales con la esperanza de que esto ayudara y causara la misma relación en su colonia. El 26 de enero Yagan y un grupo de diez  Noongar formalmente armados dieron la bienvenida a los dos hombres cerca del Lago Monger. Los hombres intercambiaron armas y mantuvieron una  colaboración, aunque ninguno de los grupos parecía entender el lenguaje del otro. Yagan y Gyallipert compitieron después arrojando lanzas. El tiro de Yagan alcanzó una distancia de 25 metros. 
Gyalllpert y Manyat permanecieron en Perth por un tiempo y el 3 de marzo, Yagan obtuvo un permiso para tener otro encuentro, esta vez en el jardín de la Oficina Postal en Perth. Los hombres de Perth y de King George Sound se encontraron en el crepúsculo, marcaron sus cuerpos con tiza y realizaron algunas danzas incluyendo la danza de la caza del Canguro. La gaceta de Perth escribió que Yagan “fue maestro de ceremonia y que se acarreó con mucha gracia y dignidad”.
Durante febrero y mayo Yagan estuvo involucrado en series de conflictos menores con invasores. En febrero el colono William Watson se quejó de que Yagan había abierto de golpe la puerta de su casa, demandado una pistola, y tomado algunos pañuelos, y, según Yagan, Watson había accedido a darle a él y a sus compañeros harina y pan. Al mes siguiente él estaba entre un grupo que recibió panecillos de un contingente militarizado bajo el mando de Lieutenant Norcott, cuando Norcott intento restringir su abastecimiento, Yagan lo amenazó con su lanza. Más tarde en ese mismo mes Yagan estaba con un grupo de Noongar que entraron a la casa de Watson mientras él estaba lejos. El grupo se fue después de que la esposa de Watson llamara a sus vecinos para pedirles ayuda, pero regresaron al día siguiente para ser reprendidos por el Capitán Ellis por su comportamiento. El constante conflicto provocó que La Gaceta de Perth remarcara “la imprudencia osada de este desesperado que se juega la vida… Por la ofensa más trivial... él tomará la vida de cualquier hombre que lo provoque. Él es la cabeza y frente de cualquier desgracia.”

### Se busca vivo o muerto
La noche del 29 de abril, un grupo de Noongars irrumpió en una tienda de Fremantle para apropiarse de harina y el velador Peter Childow les disparó. Domjum, un hermano de Yagan fue herido gravemente y murió en la cárcel pocos días después. El resto fue transferido de Fremantle a Preston Point, en donde Yagan fue escuchado prometiendo vengarse por la muerte de su hermano. Alrededor de cincuenta y sesenta Noongars se reunieron en el suburbio de Bull Creek sin ser vistos, allí conocieron a algunos de los invasores que estaban cargando provisiones en una carreta. Ese mismo día emboscaron a la carreta apuñalando de muerte a dos hombres blancos , Tom y John Velvick. Las leyes de la tribu solo requerían una muerte; el nativo Munday explicó después que ambos fueron apuñalados porque habían maltratado antes a los aborígenes. Los Velvick habían sido previamente condenados por agredir a los aborígenes y a las personas de color. Alexandra Hasluck también ha argumentado que el deseo de apropiarse de las provisiones había sido un importante motivo en el ataque, pero esto ha sido refutado en muchas ocasiones. 
Por el asesinato de los Velvick el gobernador invasor Frederick Irwin declaró a Yagan, Midgegooroo y Munday bandidos, ofreciendo recompensas de £20 por la captura de Midgegooroo y Munday y la recompensa de £30 por la captura de Yagan vivo o muerto. Munday pudo apelar con éxito. Midgegooroo y Yagan deben haberse dado cuenta de que serían cazados por los invasores, porque su grupo se desplazó inmediatamente hasta el Valle Helena. Cuatro días antes del asesinato, Midgegooroo fue capturado en el Río Helena y después de un juicio breve fue ejecutado por un escuadrón de fusilamiento. Yagan permaneció libre durante dos meses.
Más tarde en mayo, Yagan fue visto por George Fletcher Moore en su propiedad en Upper Swan y los dos sostuvieron una conversación en Inglés pidgin (dialecto asiático con palabras inglesas). Después Yagan habló en su propia lengua; Moore escribió:

Yagan dio un paso adelante y descansó su mano izquierda en mi hombro mientras gesticulaba con la derecha, haciendo una especie de declaración mirando honestamente hacia mi cara. Lamenté no poder entender. Pensé que por su tono y la manera de decirlo que era esto:
Vinieron a nuestra tierra, nos han quitado a nuestras presas y nos han molestado en nuestras ocupaciones. Mientras caminamos en nuestra propia tierra somos disparados  por hombres blancos. ¿Por qué los hombres blancos nos tratan así?

Ya que Moore tenía poco conocimiento de la lengua nativa de Yagan, Hasluck sugiere que su conjetura probablemente indica más “un sentimiento de conciencia por parte del hombre blanco” que el entendimiento verdadero del estado mental de Yagan.
Yagan después le preguntó a Moore si Midgegooroo estaba muerto o vivo. Moore no le dio una respuesta, pero un sirviente contestó que Midgegooroo era prisionero en la Isla  Carnal. Yagan respondió alarmantemente diciendo: “Hombres blancos dispararon a Midgegooroo, Yagan  matará a tres.” Moore no intentó capturarlo, sino informar haberlo visto al magistrado más cercano; escribió: “La verdad es que todos desean atraparlo, pero nadie quiere ser el captor... hay algo de osadía en él que obliga a admirarlo."

### Muerte

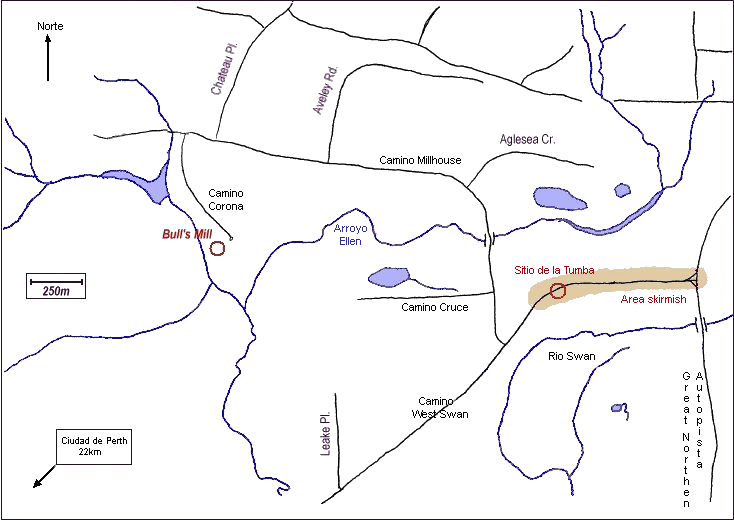
Mapa del área ubicando la escaramuza, la tumba de Yagan y el molino de Henry Bull.

El 11 de julio de 1833, dos hermanos adolescentes llamados William y James Keates estaban reuniendo un rebaño a lo largo del Río Swan, al norte de Guildford, cuando un grupo de Noongars se acercó a ellos  para recolectar sus raciones de harina de la casa de Henry Bull. Los hermanos Keats, siendo amigables, les sugirieron que se quedaran con ellos para evitar ser arrestados. Yagan se quedó con ellos toda la mañana, hasta que los hermanos decidieron matarlo y reclamar la recompensa. William Keates intento dispararle, pero el arma se atascó; no hubo más oportunidad después de que se reunieron con los otros nativos. Cuando los nativos se dispusieron a partir, los Kyats arriesgaron una última oportunidad. William Keates le disparó a Yagan, y James le disparó a otro nativo, Heegan, mientras éste intentaba usar su lanza. Ambos chicos corrieron después por el río, pero William estaba agobiado y apuñalado de muerte. James escapo nadando en el río y poco después regresó con un grupo de hombres armados del estado de Bull.
Moore recuerda que un grupo de soldados pasó por el área poco después del incidente y cree que esto debe haber “asustado a los nativos (supongo) o habrían acarreado sus cuerpos”. Cuando los invasores llegaron, encontraron a Yagan muerto y a Heegan muriendo “estaba gruñendo y parte de su cerebro estaba fuera cuando llegaron, y ya sea un acto humano o brutal, un hombre invasor puso una pistola en su cabeza y la voló en pedazos”. La cabeza de Yagan fue cortada de su cuerpo y su espalda fue cortada para obtener sus marcas de tribu como un trofeo. Los cuerpos fueron enterrados a corta distancia de donde fueron asesinados.
James Keates reclamó el premio exitosamente, pero sus acciones fueron muy criticadas; La gaceta de Perth se refirió al asesinato como “Un acto salvaje y truculento… es sorprendente escuchar lo que pasó como una muerte merecida”  Keates dejó la colonia por el mes siguiente; las razones son desconocidas, pero es posible que haya sido por miedo a ser asesinado.
La cabeza de Yagan fue llevada inicialmente a la casa de Henry Bull. Moore la vio ahí y la dibujó para su publicación posterior. Escribía diariamente sobre ella, comentando que “posiblemente figurará en algún museo hogareño”. La cabeza fue después preservada colgándola de las ramas de un árbol sobre fuego de madera de Eucalyptus durante tres meses.

## La cabeza de Yagan

### Exhibición y entierro

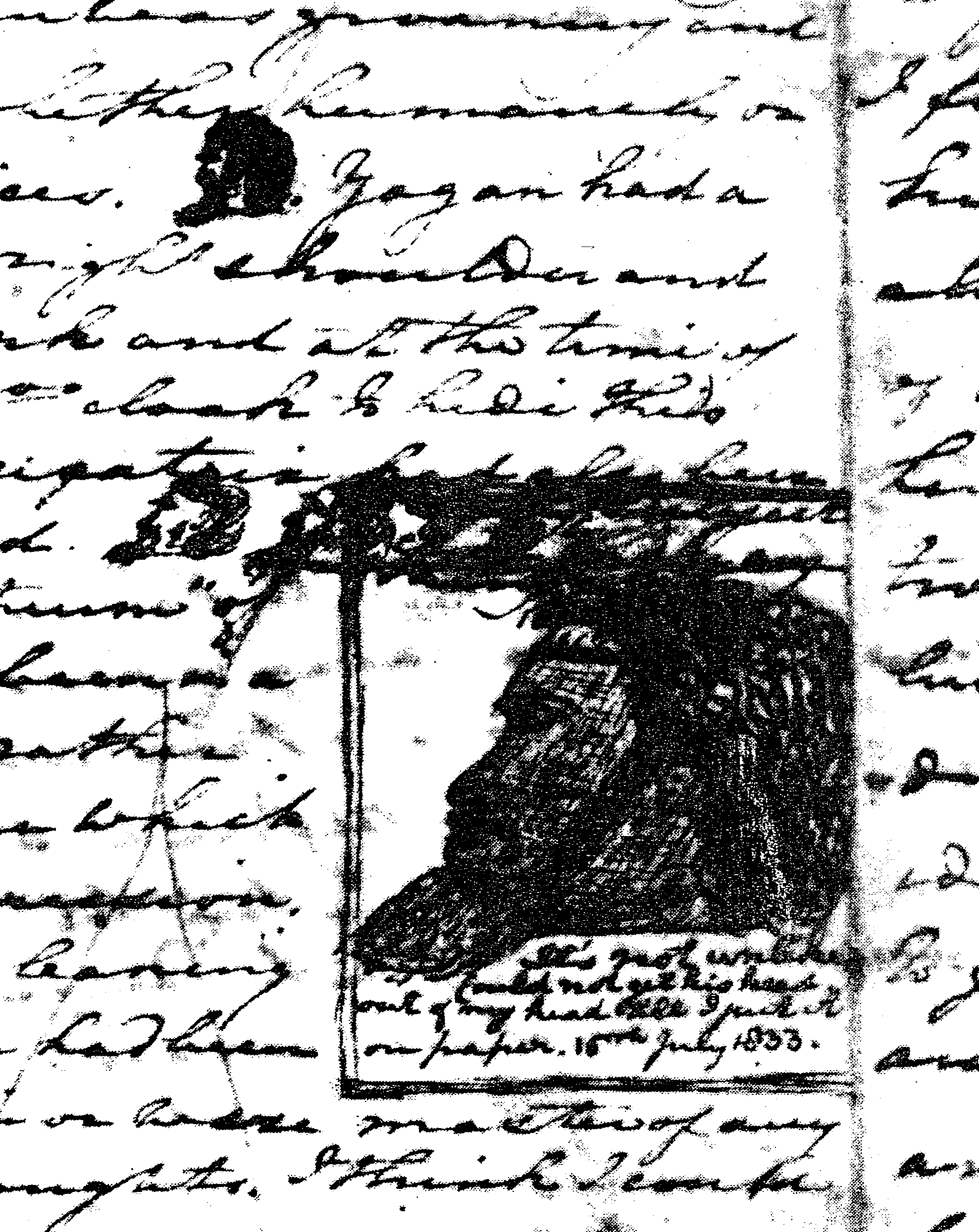
Una página del manuscrito de George Fletcher Moore en donde aparecen esbozos de la cabeza de Yagan

En septiembre de 1833 la cabeza de Yagan fue llevada a Londres por Robert Dale. Según Paul Turnbull, Dale parecía haber persuadido al Gobernador Frederick Irwin para que lo dejara tener la cabeza como “curiosidad antropológica”. Después de llegar a Londres Dale reunió anatomistas intentando vender la cabeza por £20, diciendo que valía el doble de eso. Habiendo fallado en la búsqueda de un comprador, después entró a un acuerdo nuevo con Thomas Pettigrew por el uso exclusivo de la cabeza por un año. Pettigrew, un cirujano y anticuario que era muy conocido en la escena social de Londres por tener fiestas privadas en las que realizaba autopsias de momias, mostró la cabeza en una mesa frente a una panorámica reproducida de los dibujos de Dale. Por efecto la cabeza estaba adornada con unas bandas de cordón coloridas y plumas de cacatúa de cola rojinegra.
Pettigrew también arregló que la cabeza fuera examinada. La reexaminación fue considerada difícil por una fractura larga en la parte de atrás de la cabeza causada por un disparo. Lo que encontraron fue predecible y consistente con la opinión contemporánea de los Aborígenes Australianos, fue publicado como parte de un panfleto de Dale titulado Descriptive Account of the Panoramic View &c. of King George's Sound and the Adjacent Country, con Pettigrew animando a sus invitados a comprar un recuerdo de la velada. La portada del panfleto era una  acuarela pintada a mano impresa de la cabeza de Yagan por el artista George Cruikshank.
En octubre de 1835 ambas, la cabeza y la vista panorámica fueron devueltas a Dale que estaba viviendo en Liverpool. El 12 de octubre los presentó en el Liverpool Royal Institution, donde la cabeza fue mostrada junto cono otras cabezas preservadas y modelos de cera que ilustraban la anatomía craneal. En 1894 las colecciones del instituto se diseminaron y la cabeza de Yagan se dio en préstamo al Museo de Liverpool; se cree que no estuvo en exposición ahí. Cerca de los años 1960 la cabeza de Yagan fue gravemente deteriorada y en abril de 1964 la decisión de disponer de ella estaba hecha. El 10 de abril de 1964, la cabeza de Yagan fue puesta en una caja con una momia Peruana y una cabeza Maorí y se enterraron en el Cementerio General de Everton, sección 16, tumba número 296. En los años siguientes muchos entierros fueron hechos alrededor de la tumba y en 1968 un hospital local sepultó 20 bebés que no habían podido sobrevivir, y dos bebés que habían vivido menos de veinticuatro horas, directamente sobre la caja del museo.

### Esperando por la repatriación
Durante muchos años, por lo menos desde los años 1980, un número de grupos Noongar esperaron el regreso de la cabeza de Yagan.

Es parte de una de las creencias de los aborígenes, porque el esqueleto de Yagan no estaba completo y así su espíritu estaba ligado aún a la Tierra. Unir la cabeza y el torso al cuerpo liberaría inmediatamente su espíritu para que continuara su camino.

Era desconocido en ese tiempo qué era lo que había pasado con la cabeza después de que dejó de ser posesión de Pettigrew. En los años 1980 Ken Colbung fue el encargado de la búsqueda de la cabeza por los mayores de la tribu. En 1985 comprometió a Lily Bhavna Kauler como investigadora y a un número de seguimientos fallidos que se dieron en los museos del Reino Unido. En los años 1990, Colbung enlistó a los ayudantes del arqueólogo Peter Ucko de la Universidad de Londres. Uno de los investigadores de Ucko, Cressida Fforde, fue encomendada por el Gobierno de Australia  para llevar una investigación literaria para buscar información referente a la cabeza. Exitosamente rastreó la cabeza en diciembre de 1993 y en abril del siguiente año. Colbung pidió un permiso para exhumarla bajo la Sección 25 del acto de entierro en 1857. 
Las regulaciones de la Oficina Principal, cuyos miembros estaban preocupados por los restos de los 22 bebés y de que fueran molestados o dañados, eran un obstáculo, pero los solicitantes de Colbung dijeron que la exhumación sería de gran importancia personal para los parientes vivos de Yagan, y de gran importancia nacional para Australia.
Mientras tanto, las divisiones en las comunidades Noongar de Perth empezaron a exponerse, con el papel de Colbung en la repatriación cuestionado por numerosos ancianos Noongars, y un joven Noongar quejándose en el consulado de la ciudad de Liverpool sobre la intervención de Colbung. Había debates muy importantes en la comunidad aborigen acerca de quién tenía las mejores cualidades culturales para tomar posesión de la cabeza, algunos de los cuales fueron publicados. El 25 de julio una reunión pública tuvo lugar en Perth, en donde todos acordaron hacer a un lado sus diferencias y cooperar para asegurarse de que la repatriación fuera un “éxito nacional”. Un “comité Yagan” fue establecido para coordinar la repatriación y la propuesta de Colbung  procedió.
En enero de 1995 la Oficina Principal le dijo a Colbung que no era posible obtener lo necesario para realizar la exhumación en el lugar. Después contactó a aquellos familiares de los que se conocía la dirección, recibiendo sólo el consentimiento de una. En junio de 1995, Colbung y las otras partes fueron notificadas de que la exhumación había sido rechazada.
El comité Yagan se reunió el 21 de septiembre y decidió proceder, esperando que los políticos australianos y británicos los apoyaran. Este acercamiento condujo a una invitación para que Colbung visitara el Reino Unido con los  gastos pagados por el gobierno británico. Colbung llegó al Reino Unido el 20 de mayo de 1997. Su visita atrajo una cobertura substancial de los medios de comunicación y aumentó la presión política en el gobierno británico. También permitió que él asegurara la ayuda del  Primer ministro de Australia John Howard en el asunto. Poco después el mismo Howard realizaría una visita al Reino Unido.

### Exhumación

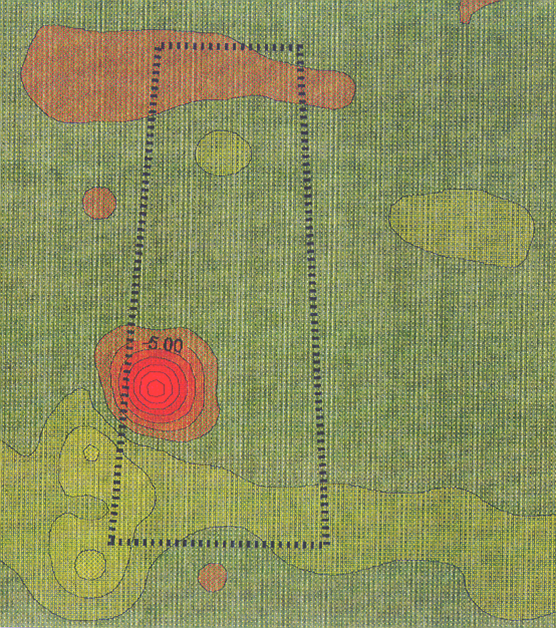
Un mapa del contorno horizontal y del color de la conductividad de tierra del sitio donde se encontraba la cabeza de Yagan, demostrando una anomalía en el refrendo electromagnético causado por los artefactos de metal enterrados con la cabeza de Yagan.

Mientras Colbung estaba en el Reino Unido, Martin y Richard Bates estaban comprometidos a investigar el medio geofísico del lugar de la tumba. Usando técnicas electromagnéticas y un radar penetrante de tierra, identificaron una posición aproximada de la caja en la que sugería podría estar la cabeza de Yagan, la cual debía ser espoleada desde el lado de la vía del lote adyacente. Un reporte de una fuente que informaba del hecho llegó a la Oficina Principal, propiciando discusiones entre el gobierno de los británicos y los australianos.
En lo concerniente a la oficina central, un número de cartas sin revelar se habían recibido objetando el hecho de que Colbung estuviera inmerso en el proceso de repatriación, tales garantías le aseguraron al gobierno australiano que Colbung era más que destacado para presidir el caso. En respuesta Colbung pidió a sus superiores que pidieran a la comisión de aborígenes y del estrecho isleño Torres (ATSIC) que convinieran una reunión en Perth, donde otra vez se resolvió que la aplicación de Colbung podía proceder.
Colbung continuó presionando para la exhumación, pidiendo que se realizara antes del 164avo aniversario de la muerte de Yagan el 11 de julio, para que así el aniversario pudiera ser una ocasión de celebración. Su petición no pudo ser realizada, y en el aniversario de la muerte de Yagan Colbung condujo un pequeño servicio memorial para dar honor en el cementerio de Everton. Volvió a Australia el 15 de julio con las manos vacías.
La exhumación de la cabeza de Yagan prosiguió eventualmente, sin el conocimiento de Colbung, escarbando seis pies por debajo del lado de la tumba, después por medio de un túnel hecho horizontalmente a la localización de la caja. Así la exhumación se hizo sin perturbar a ninguno de las otros restos que allí se encontraban. Al día siguiente un paleontólogo forense de la Universidad de Bardford identificó al esqueleto como el de Yagan, haciendo una relación de las fracturas que  Petigrew había descrito en su reporte. El cráneo permaneció en el museo hasta el 29 de agosto, cuando se cedió al Consulado de la ciudad de Liverpool.

### Repatriación
El 27 de agosto de 1997, una delegación de Noongars constituida por Ken Colbung, Robert Bropho, Richard Wilkes y Mingli Wanjurri-Nungala llegó al Reino Unido para llevarse la cabeza de Yagan. La delegación se suponía que sería más grande pero algunos se retiraron en el último instante. La entrega del cráneo de Yagan se retrasó, sin embargo, cuando un Noongar llamado Corrie Bodney pidió a la Corte Suprema del Occidente de Australia que apelaran a favor de la entrega alegando que el grupo de la familia tenía la responsabilidad entera sobre los restos de Yagan. Bodney declaró que la exhumación era ilegal, y negó que hubiera existencia de cualquier tradición o creencia religiosa en la cual se necesitara la exhumación de la cabeza o de que se la llevara a su lugar de origen en Australia. Otro Noongar, Albert Corunna, compareció después diciendo que era el familiar vivo más cercano a Yagan. El Gobierno del Reino Unido respondió favorablemente a la objeción y aceptó quedarse con el cráneo mientras se llegaba a una resolución. El 29 de agosto la corte rechazó la aplicación, basándose en que Bodney había estado de acuerdo con los arreglos porque se había encontrado otro Noongar mayor y un antropólogo. 
El cráneo pasó a la delegación Noongar en una ceremonia realizada en el ayuntamiento de Liverpool. Al aceptar el cráneo, Colbung hizo comentarios que relacionaban la muerte de Yagan con la de la Princesa Diana de Gales que había muerto ese mismo día:
Porque los Colonos invasores hicieron lo incorrecto, tuvieron que sufrir. Tendrán que aprender también a vivir con eso como nosotros lo hicimos, y así es como la naturaleza es.
Los comentarios de Colbung incitaron gran furor de los medios a través de toda Australia, y el público expresaba su cólera por los comentarios. Colbung imploró más adelante que sus comentarios habían sido malinterpretados. 
En su regreso a Perth la cabeza de Yagan continuó siendo una fuente de controversia y conflicto. La responsabilidad del entierro de la cabeza se le dio a un comité llamado “Reburial of Yagan´s Kaat”, dirigido por Richard Wilkes. De cualquier forma hubo disputas entre los jerarcas por el lugar en el que se debía hacer el entierro; en su mayoría esto fue por las dudas referentes al resto de su cuerpo, y desacuerdos con la importancia de enterrarla con el resto del mismo.  
Una serie de intentos para hallar los restos de Yagan se realizaron después en el lugar donde murió, cerca del suburbio de Belhus. Un seguimiento de radar se realizó en el lugar en 1998, pero no se encontraron los restos. Dos años después se hizo una búsqueda arqueológica que tampoco tuvo éxito. Las disputas se dieron después sobre si la cabeza podía ser enterrada separada del cuerpo. Wilkes ha mencionado que sí podría, hasta que pueda ser puesta en el lugar en el que Yagan fue asesinado, así los "espíritus del sueño" podrán reunir a los restos.
En 1998 La comisión de planificación del Occidente Australiano y el departamento de aborígenes publicaron un documento llamado «Yagan's Gravesite Master Plan», que discutía “asuntos de propiedad, manejo, desarrollo y uso futuro” de la creencia de que Yagan no sería enterrado. También se consideró la posibilidad de convertir el lugar en un sitio para enterrar aborígenes, para que lo manejara el “Metropolitan Cemeteries Board".
Pasó tiempo en un banco de almacenamiento antes de pasar a las manos de los forenses expertos que reconstruyeron un modelo a partir de él. Desde entonces estuvo en almacén mortuorio de Australia Occidental. Los planes para que se hiciera el entierro se rechazaron numerosas veces y esto causó conflictos entre los grupos noongar. El comité fue acusado de actuar en contra de los deseos de la comunidad noongar usándolo para poder ganar dinero haciendo monumentos y parques. Sin embargo Richard Wilkes dijo que el comité tenía estrechos lazos con la comunidad y líneas directas con Yagan y quería que la cabeza fuera enterrada propiamente, pero esto se había rechazado por las investigaciones y negociaciones del lugar apropiado. Propuestas alternativas surgieron, por ejemplo: a principios del 2006 Ken Colbung clamó que la cabeza fuera cremada y que las cenizas fueran esparcidas en el Río Swan. En junio de 2006, Wilkes aseguró que la cabeza sería enterrada cerca de julio de 2007.
Finalmente lo enterraron en julio de 2010, en una tradicional ceremonia noongar en Swan Valley, Australia Occidental, 177 años después de su muerte.